# Thrypticus bellus
Thrypticus bellus är en tvåvingeart som beskrevs av Friedrich Hermann Loew 1869. Thrypticus bellus ingår i släktet Thrypticus och familjen styltflugor. Arten är reproducerande i Sverige. Inga underarter finns listade i Catalogue of Life.